# Platyoides costeri
Platyoides costeri là một loài nhện trong họ Trochanteriidae. Loài này phân bố ở Nam Phi.